# Shorea cara
Espèce
Statut de conservation UICN

 DD  : Données insuffisantes
Shorea cara est une espèce de plantes du genre Shorea de la famille des Dipterocarpaceae.